# Комиссия Российской Федерации по делам ЮНЕСКО
Комиссия Российской Федерации по делам ЮНЕСКО является правительственным координационным органом, обеспечивающим сотрудничество Правительства Российской Федерации, федеральных органов исполнительной власти, иных органов и организаций, а также ученых и специалистов с Организацией Объединенных Наций по вопросам образования, науки и культуры (ЮНЕСКО).
Комиссия была создана в соответствии с Уставом ЮНЕСКО, предполагающим учреждение в государствах-членах Национальных комиссий, ответственных за вовлечение в деятельность Организации ведущих учреждений образования, науки и культуры.

## Общее описание
Устав ЮНЕСКО предписывает наличие национальной комиссии в государствах-членах. Национальные комиссии исполняют роль активного вовлечения государств для участия в сотрудничестве членов Организации на международном уровне в области сохранения мира и распространения гуманистических идей, развития образования, науки, коммуникации и культуры на международном уровне. В соответствии с вышеупомянутым уставом национальные комиссии являются привилегированными партнерами международной Организации, которые призваны содействовать реализации программ ЮНЕСКО. В своих интересах и на основании данного документа Россией была основана Комиссия Российской Федерации по делам ЮНЕСКО.
6 апреля 1954 г. Министр иностранных дел СССР В.М.Молотов подал заявление о вступлении в ЮНЕСКО. 21 апреля 1954 г. Посол СССР в Великобритании Я.А. Малик поставил свою подпись под Уставом Организации, обозначив тем самым присоединение к ней Советского Союза, Белорусской и Украинской ССР. 
В 1955 г. была учреждена Комиссия СССР по делам ЮНЕСКО во главе с Министром культуры Н.А. Михайловым. В ее первоначальный состав вошло 35 человек — руководители государственных ведомств, деятели науки и образования, культуры и искусства. 
После распада СССР место страны в ЮНЕСКО в качестве правопреемника и продолжателя заняла Россия. В том же году была образована Комиссия Российской Федерации по делам ЮНЕСКО.

## Состав Комиссии
Председатель Комиссии Российской Федерации по делам ЮНЕСКО назначается Правительством Российской Федерации. С 2004 г. эту должность занимает Министр иностранных дел России С. В. Лавров. С 2012 г. заместителем Председателя Комиссии Российской Федерации по делам ЮНЕСКО является Чрезвычайный и Полномочный Посол А. С. Дзасохов.
Состав Комиссии утверждается Правительством Российской Федерации по предложению Председателя Комиссии. В него входят руководители профильных российских министерств и ведомств, видные отечественные деятели образования, науки, культуры, искусства и журналистики.
Высшим органом Комиссии является Общее собрание, в ходе которых вырабатывается и утверждается политический курс России в отношении ЮНЕСКО. Заседания Общего собрания Комиссии носят регулярный характер и созываются не реже одного раза в год.
Рабочим органом Комиссии является Секретариат, который входит в структуру Министерства иностранных дел Российской Федерации. Его возглавляет Ответственный секретарь Комиссии, назначаемый Председателем Комиссии. С 2004 г. Ответственным секретарем Комиссии является Посол по особым поручениям МИД России Г. Э. Орджоникидзе.

## Основные задачи
Комиссия Российской Федерации по делам ЮНЕСКО выполняет следующие задачи:
а) содействует участию федеральных органов исполнительной власти, иных органов и организаций, а также ученых и специалистов, пользующихся признанным авторитетом в сфере деятельности ЮНЕСКО, в мероприятиях и программах, проводимых по линии ЮНЕСКО;
б) обеспечивает в пределах своей компетенции выполнение международно-правовых обязательств, вытекающих из членства Российской Федерации в ЮНЕСКО;
в) готовит указания для официальных делегаций Российской Федерации и представителей в органах ЮНЕСКО и оказывает им содействие в работе;
г) распространяет информацию о ЮНЕСКО и ее программной деятельности;
д) сотрудничает с национальными комиссиями по делам ЮНЕСКО других государств;
е) участвует в подборе кандидатов для работы в Постоянном представительстве Российской Федерации при ЮНЕСКО, секретариате ЮНЕСКО, а также для работы по проектам ЮНЕСКО в различных государствах;
ж) оказывает информационное и консультативное содействие федеральным органам исполнительной власти, иным органам и организациям, а также ученым и специалистам, пользующимся признанным авторитетом в сфере деятельности ЮНЕСКО, в соответствии со своей компетенцией.

## Деятельность Комиссии Российской Федерации по делам ЮНЕСКО
В своей текущей деятельности Комиссия Российской Федерации по делам ЮНЕСКО опирается на работу своих программных комитетов, которые являются консультативными органами, объединяющими ведущих российских специалистов в частных областях компетенции ЮНЕСКО.

## Вестник Комиссии Российской Федерации по делам ЮНЕСКО
Официальным печатным органом Комиссии Российской Федерации по делам ЮНЕСКО является основанный в 2005 г. журнал «Вестник Комиссии Российской Федерации по делам ЮНЕСКО». Регулярные номера издания выходят ежеквартально, периодически готовятся специальные выпуски, посвященные отдельным аспектам сотрудничества России и ЮНЕСКО. Журнал распространяется по дипломатическим каналам в государствах-членах и Секретариате Организации, а также выкладывается в свободный доступ на сайте Комиссии.